# Rachid Reggadi
Rachid Reggadi est un footballeur marocain né en 1974. Il évoluait au poste de milieu de terrain.

## Biographie
Commençant sa carrière en 1997 au Amal Belksiri, il réussit rapidement à rejoindre le CODM de Meknès avec lequel il évolua en première division du Maroc. Mais après deux saisons, il rejoint le club militaire des FAR de Rabat avec lequel il remportera un championnat, deux coupes du Trône et bien sûr la Coupe de la confédération. Après avoir passé l'une de ses plus belles saisons chez les FAR, il rejoint l'Olympique de Safi lors de la saison 2005-2006 avant de changer de club et de rejoindre le FUS de Rabat. Mais après une saison des plus médiocre où le club est relégué en seconde division, il est transféré au KAC de Kénitra puis au Kawkab de Marrakech. Reggadi n'eut qu'une seule sélection en équipe nationale lors d'un match amical.

## Sélection en équipe nationale
| Caps | Date       | Match                | Lieu  | Score | Compétition |
| 1    | 08/02/2001 | Maroc – Corée du sud | Dubai | 1 - 1 | Tournoi EAU |
| ---- | ---------- | -------------------- | ----- | ----- | ----------- |

## Carrière
- 1997 - 1999 : Amal Belksiri (Maroc)
- 1999 - 2002 : CODM de Meknès (Maroc)
- 2002 - 2005 : FAR de Rabat (Maroc)
- 2005 - 2006 : Olympique de Safi (Maroc)
- 2006 - 2007 : FUS de Rabat (Maroc)
- 2007 - 2008 : KAC de Kénitra (Maroc)
- 2008 - 2009 : Kawkab de Marrakech (Maroc)